# Sumi Shimamoto
Sumi Shimamoto, född 8 december 1954, är en japansk röstskådespelare som är känd för Nausicaä från Nausicaä från Vindarnas dal och mamman från Min granne Totoro.